# Nittimene
Nella mitologia romana, Nittimene (chiamata anche Nyctimene o Nictímene) era la figlia di Nitteo, il re di Lesbo. Sedotta dal padre, fu trasformata da Atena in una civetta e scelta come animale a lei sacro.
La sua storia - e l'unica fonte a cui possiamo fare riferimento - viene raccontata da Coronea nel II Libro delle Metamorfosi ovidiane (II.589-595):
crimine Nyctimene nostro successit honori?

An, quae per totam res est notissima Lesbon,

non audita tibi est, patrium temerasse cubile

Nyctimenen? Avis illa quidem, sed conscia culpae

conspectum lucemque fugit tenebrisque pudorem

se il mio posto l'ha preso Nictímene, divenuta uccello per una terribile colpa? 

Non hai mai sentito parlare del fatto, notissimo in tutta Lesbo 

che Nictímene profanò il letto di suo padre? 

Anche lei ora è un uccello, ma conscia della sua colpa,

fugge gli sguardi e la luce nascondendosi per la vergogna nelle tenebre,

e da tutti è scacciata, in tutto il cielo.»
(Ovidio, Le metamorfosi, II.589-595)

## Curiosità
- Oltre ad essere legato ad una specie di pipistrelli (Nyctimene), il nome di Nyctimene è stato dato anche ad un asteroide (2150 Nyctimene).